# Grallaire maillée
Grallaricula loricata
Espèce
Statut de conservation UICN

 NT  : Quasi menacé
La Grallaire maillée (Grallaricula loricata), est une espèce d'oiseaux de la famille des Grallariidae.

## Taxonomie
L'espèce fut décrite par le zoologiste britannique Philip Lutley Sclater en 1858. Elle fut découverte par ce dernier en 1857 dans le Parc National Henri Pittier, au Venezuela.

## Description
L'adulte type mesure de 10 cm à 11 cm pour un poids de 18 g à 24 g (pour les mâles). Sachant que le dimorphisme sexuel n'est pas très prononcé.

## Répartition et habitat
Cet oiseau peuple la partie ouest de la cordillère de la Costa (Venezuela).
Son habitat naturel est subtropical ou des forêts tropicales humides, habituellement entre 800 et 1 800 m d'altitude.